# Hydnocarpus hainanensis
Hydnocarpus hainanensis es una especie de planta perteneciente a la familia Achariaceae. Es endémica de China y Vietnam. Está tratada en peligro de extinción por pérdida de hábitat. 

## Descripción
Son árboles de hoja perenne, que alcanzan un tamaño de 6-12 m de altura, de corteza gris-marrón; con ramitas teretes, glabras. Pecíolo 1-1.5 cm; limbo generalmente oblongo, con menor frecuencia elíptica, estrechamente ovadas u obovadas ligeramente, de 9-18 × 3-6 cm, 2-3 × más largas que anchas, la base aguda a obtusa o redondeada, cuneiforme, el margen serrulado o aserrado. Inflorescencia axilar o subterminal, 1.5-2.5 cm, con flores unisexuales, 15-20, en tanto condensada (especialmente flores estaminadas) en cimas poco pedunculadas. El fruto es una baya globosa, 4-5 cm de diámetro, densamente pálido al marrón o amarillento tomentoso oscuro, a veces amarillenta. Semillas ovoides, de 2.5 × 1.5-2 cm. Fl. Abril-mayo, fr. Junio-agosto.

## Distribución y hábitat
Se encuentra en los bosques de frondosas de hoja perenne, a una altitud de 300-1800 metros en Guangxi, Guizhou, Hainan, Yunnan y Vietnam.

## Usos
En China, la especie está amenazada por la pérdida de hábitat y la tala para la madera, que es resistente a la descomposición, es durable, compacta, pesada y dura.
En las frutas, las semillas tienen un relativamente alto componente de aceite de chaulmugra, localmente importantes para el tratamiento de enfermedades de la piel. La regeneración natural es escasa.

## Taxonomía
El género fue descrito por (Merr.) Sleumer y publicado en Botanische Jahrbücher für Systematik, Pflanzengeschichte und Pflanzengeographie 69: 15. 1938.
Sinonimia
- Taraktogenos hainanensis Merr.[4]